# Каленцана
Каленцана (фр. Calenzana) насеље је и општина у Француској у региону Корзика, у департману Горња Корзика која припада префектури Калви.
По подацима из 2011. године у општини је живело 2288 становника, а густина насељености је износила 12,52 становника/km². Општина се простире на површини од 182,77 km². Налази се на средњој надморској висини од 250 метара (максималној 2.144 m, а минималној 0 m).

## Демографија
| 1962. | 1968. | 1975. | 1982. | 1990. | 1999. | 2011. |
| ----- | ----- | ----- | ----- | ----- | ----- | ----- |
| 1.050 | 1.061 | 1.478 | 1.623 | 1.535 | 1.722 | 2.288 |

График промене броја становника у току последњих година